# Iglesia de San Pedro (Terradillos de los Templarios)
La Iglesia de San Pedro es un templo ubicado en Terradillos de los Templarios, población del municipio de Lagartos (Palencia).

## Contexto
Terradillos de Templarios es una pequeña población formada por casas de adobe y ladrillo. Su origen se remonta al siglo VI, cuando había allí un pequeño asentamiento romano sin mayor relevancia. Repoblada en el siglo XII con el nombre de Villares, hay constancia que el rey Alfonso VIII de Castilla donó Terradillos a la Orden del Temple en 1191.
El Camino de Santiago no transitaba originalmente por el propio núcleo de Terradillos, sino por dos lugares actualmente despoblados. En uno estaba el Hospital de San Juan, que se menciona en los itinerarios jacobeos de los siglos XVI y XVII. El otro se conocía como Convento de los Templarios y su actividad cesó progresivamente desde el siglo XVII.

## Descripción
La iglesia es un templo de nave única edificado en ladrillo, material común a los demás edificios de la población. Alberga un Cristo gótico del siglo XIV y dos retablos. El retablo mayor es del siglo XVII, mientras que el de la Epístola es barroco y del siglo XVIII. Presbiterio remarcado con arco triunfal de medio punto.
Fue reconstruida en el siglo XIX, si bien pueden observarse algunos de sus sillares originales en la torre.